# Metalltandkarp
Metalltandkarp (Girardinus metallicus) är en fiskart som beskrevs av Poey, 1854. Metalltandkarp ingår i släktet Girardinus och familjen Poeciliidae. Inga underarter finns listade i Catalogue of Life.